# Henryk Hunko

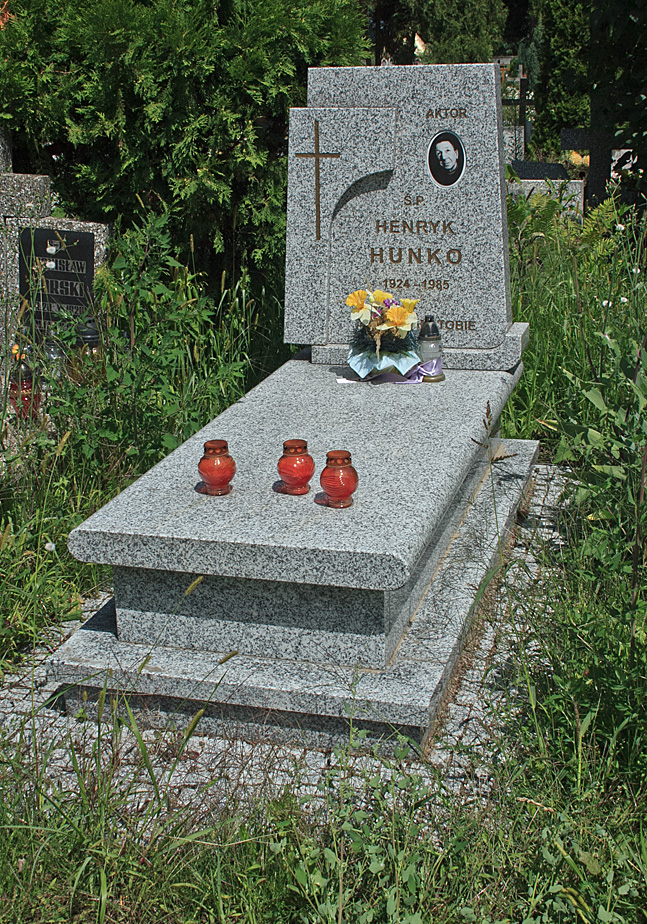
Grób Henryka Hunki na Cmentarzu Osobowickim we Wrocławiu

Henryk Hunko (ur. 25 czerwca 1924 w Warszawie, zm. 12 lipca 1985 we Wrocławiu) – polski aktor.

## Życiorys
Brał udział w powstaniu warszawskim, po którym został zesłany na wyspę Sylt.
Zadebiutował 5 listopada 1949 r. w roli Wani w spektaklu „Młodość zwycięża” Aleksandra Afinogenowa w reż. Zygmunta Bończy-Tomaszewskiego na scenie Teatru Dramatycznego w Świdnicy. W 1950 r. zdał aktorski egzamin eksternistyczny. W latach 1949–1951 występował w Teatrze Miejskim w Świdnicy, później w teatrach wrocławskich: Teatrze Dramatycznym (1952–1959) i Teatrze Rozmaitości (1961-1972, od 1967 r. pod nazwą Teatr Współczesny). Od 1972 r. występował wyłącznie w filmach.

## Filmografia
- 1956 Cień – NSZ-owiec „Batory”
- 1957 Ewa chce spać – złodziej
- 1958 Krzyż Walecznych – porucznik (nowela Pies)
- 1959 Lotna – ułan
- 1960 Walet pikowy – złodziej
- 1961 Ogniomistrz Kaleń – Piorun, członek oddziału Żubryda
- 1963  Skąpani w ogniu – bandyta
- 1963 Ranny w lesie  – partyzant
- 1964 Barwy walki – ranny partyzant
- 1964 Giuseppe w Warszawie - pasażer w pociągu
- 1964 Rękopis znaleziony w Saragossie – chłop
- 1968 Lalka – reporter
- 1968 Stawka większa niż życie (serial telewizyjny) – porucznik Schlosser (odc. „Bez instrukcji”)
- 1969 Monidło – Władysław Kamiński
- 1969 Znaki na drodze – kierowca
- 1970 Wakacje z duchami – robotnik (odc. 6)
- 1971 Trąd – Kunz, członek gangu Matusiaka
- 1971 Meta – szkolny kolega Władysław
- 1971 Milion za Laurę – tłumacz w muzeum
- 1972 Fortuna – kasjer Zajączkowski
- 1972 Gruby – konserwator Miecio
- 1973 Nagrody i odznaczenia – pacjent w szpitalu
- 1973 Śledztwo – członek rodziny zmarłego
- 1973 Przyjęcie na dziesięć osób plus trzy – dzielnicowy MO
- 1975 Dzieje grzechu – Batasiński
- 1975 Opadły liście z drzew – konfident Ulke zastrzelony przez Henryka
- 1976 Czy jest tu panna na wydaniu? – wuj Marian
- 1977 Czterdziestolatek – gospodarz, hodowca basetów (odc. 19)
- 1977 Milioner – Grochowski
- 1980 Misja – akompaniator w szkole tańca
- 1981 Kobieta samotna – mężczyzna na zebraniu
- 1982 Niech cię odleci mara – kościelny
- 1982 Popielec – stróż
- 1987 Dom – bokser Szymura, kandydat na męża Marii Talarowej (odc. 12)